# Sông Nghinh Tường
Sông Nghinh Tường là một phụ lưu của sông Cầu thuộc tỉnh Thái Nguyên tại miền bắc Việt Nam.
Sông Nghinh Tường có chiều dài 46 km, bắt nguồn từ những dãy núi của vòng cung dãy núi Bắc Sơn (Lạng Sơn), chảy qua các xã Nghinh Tường, Sảng Mộc, Thượng Nung, Thần Sa thuộc huyện Võ Nhai, tỉnh Thái Nguyên rồi đổ ra sông Cầu tại địa bàn xã Văn Lăng thuộc huyện Đồng Hỷ. Ngoài ra trong lưu vực sông còn có các suối chảy qua địa bàn các xa khác trong huyện Võ Nhai như Vũ Chấn và Cúc Đường. Sông Nghinh Tường có hướng đông bắc – tây nam.
Khoảng 40% chiều dài dòng chảy sông Nghinh Tường là vùng đá vôi, thung lũng thường hẹp và sâu, vách đá dựng đứng.
Sông Nghinh Tường chảy qua khu di tích khảo cổ học Thần Sa, Khu bảo tồn còn có hệ thống hang động, di tích lịch sử - khảo cổ học đặc biệt của Việt Nam, là cái nôi của người Việt cổ. Tuy nhiên việc khai thác cát sỏi, vàng và khai thác lâm sản trái phép tại khu vực có thể ảnh hưởng xấu đến chất lượng nguồn nước của sông.